# Pedro Ramón Alcorta
Pedro Ramón Alcorta (Santiago del Estero, Argentina, c. 1825 - Rosario, 1880) fue un político argentino, gobernador de la provincia de Santiago del Estero entre 1859 y 1860.

## Biografía

### Origen familiar, infancia y juventud
Pedro Ramón Alcorta nació en Santiago del Estero en 1825. Fue su padre Manuel Alcorta, gobernador de la provincia de Santiago del Estero durante la ocupación de la misma por el ejército unitario de Román Deheza en 1830. Fue su madre María de Jesús Gallo.
Fue nieto del alcalde de Bilbao, José Pelayo de Alcorta Larrañaga, sobrino del músico y político Amancio Jacinto Alcorta y primo político de Adeodato de Gondra y de Pedro Olaechea.
Desde joven se dedicó al comercio y a la administración de empresas rurales. Apoyó la revolución de 1851 que llevó al gobierno de la provincia a su primo Manuel Taboada. Ejerció varias veces como funcionario y en 1856 fue legislador provincial en representación del Departamento Robles. Tras finalizar el gobierno de Juan Francisco Borges, el 23 de noviembre de 1859, la Sala de Representantes eligió como gobernador al general Antonino Taboada, hermano del exgobernador. Pero a Antonino no le interesaba la vida sedentaria de la capital y se retrasó varias semanas para llegar a ella, en sus estancias y en los campamentos militares. Apenas llegado a la ciudad, presentó su renuncia al Poder Legislativo. Por influencia de los Taboada, el 19 de diciembre de 1859 fue elegido en su lugar Pedro Ramón Alcorta, a quien se lo consideraba leal al clan dominante.

### Gobernador de Santiago del Estero
No obstante, el nuevo gobernador sorprendió a los Taboada y pretendió gobernar sin recibir presiones de estos. Como primer acto de independencia, se negó a nombrar como ministro de gobierno a Manuel Taboada. Designó en ese cargo a Modestino Pizarro, quien finalmente no asumió. Como consecuencia, el oficial mayor del ministerio, Pedro Firmo Únzaga, debía refrendar todos los actos de gobierno. Dámaso Palacio fue nombrado como tesorero, Ramón Salvatierra fue el contador y como jefe sustituto de frontera fue nombrado el coronel José A. Urquizo, quien reemplazó a Antonino Taboada en la comandancia de armas. Como miembros de la Junta de Instrucción Pública, designó a Manuel Taboada, junto a Manuel Palacio y Remigio Carol.
La gran preocupación en esos años era la defensa de la frontera Este de la provincia, debido a que los indígenas mocovíes y tobas llegaron a ocupar el Fuerte de Abipones y el Fuerte Esperanza. Se buscaba conquistar el Chaco, designándose comisiones con el objeto de recaudar fondos para esa finalidad. Alcorta hizo una batida contra los pueblos originarios del Chaco y formó una colonia agrícola en la frontera para afianzarla, quedando a su cargo el general Antonino Taboada.
Además, el gobernador contrató al ingeniero Conglan para estudiar la desviación y canalización de río Dulce por su primitivo cauce y mandó a levantar suscripciones para sufragar esos gastos. Mientras tanto, Esteban Rams y Rubert contrató en París la casa Pedro Gil & Co para la obra de navegación del río Salado.

#### Política educativa
Del total del presupuesto de 1860, que era de $83 080, el rubro educación tenía una partida de $7066. La provincia solo contaba con una escuela pública en la capital y había unas pocas particulares. El gobierno de Alcorta dio impulso a la educación y fue el promotor de la primera ley sobre instrucción primaria obligatoria. Dispuso la realización de un censo escolar e impuso sanciones para los padres que no enviaran a sus hijos a la escuela.

#### Distanciamiento de los Taboada
Alcorta fue designado gobernador por ser amigo y hombre de confianza de los Taboada, pero en algún momento, como este no les consultaba el manejo diario del gobierno, de sus actos y de los nombramientos, comenzó el distanciamiento y los incidentes entre ellos. Los Taboada comenzaron a criticar las designaciones que el gobernador efectuaba fuera del círculo íntimo de ellos. También fomentaron el levantamiento de fuerzas irregulares suburbanas en contra del gobierno. Alcorta se vio precisado de enviar a prisión a algunas personas del círculo de los caudillos e incluso intimar perentoriamente a Manuel y Gaspar Taboada y a Pedro Gallo sumisión a las autoridades y la entrega de las armas que tenían en su poder. Además, Alcorta se acercó al círculo del presidente Santiago Derqui y a los «rusos» de Córdoba, de neta idiosincrasia federal.

#### Sublevación de Maco y derrocamiento
En la primera elección legislativa del 16 de septiembre de 1860, hizo elegir candidatos que le respondían a él, en detrimento de Taboada. Esta familia se negó a aceptar ese resultado y la independencia con la que se manejaba el gobernador, por lo que desconocieron su autoridad. El 17 de septiembre estalló una sublevación de un grupo armado en contra de Alcorta. En respuesta, el gobernador hizo detener a varios seguidores de los Taboada. El 24 de septiembre se produjo un combate en la localidad de Maco, donde las fuerzas leales que pudo conservar Alcorta fueron derrotadas por la montonera reunida por Antonino Taboada. Alcorta intentó fortalecer su gobierno viajando a los departamentos del interior de la provincia, pero los legisladores del grupo de Taboada —y varios que habían sido elegidos por influencia de Alcorta, pero decidieron que su causa estaba perdida— aprovecharon la ocasión para declararlo depuesto. Pedro Gallo, presidente de la Sala de Representantes, quedó a cargo del ejecutivo provincial. Entre el 25 de septiembre y el 4 de diciembre, los rebeldes que respondían a Taboada realizaron una persecución de seguidores "alcortistas", tomando 143 prisioneros leales al gobierno derrocado. Ellos fueron denunciados por el fiscal Luciano Gorostiaga ante el juez Pablo Lascano.

### Disputas por el poder

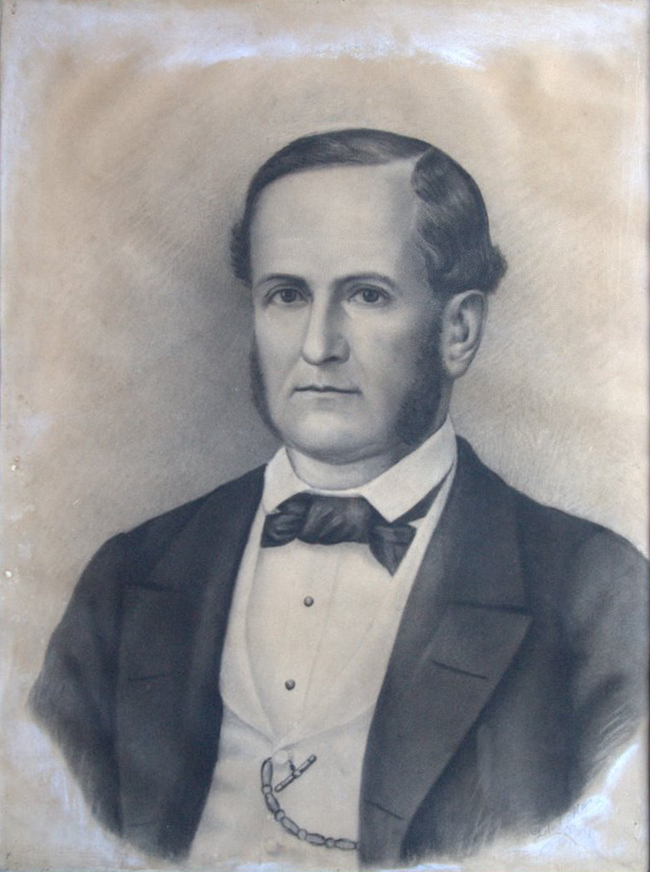
Salustiano Zavalía, primer interventor federal de Santiago del Estero.

Alcorta debió refugiarse en Córdoba. A pedido suyo, el presidente Derqui decretó la intervención federal a la provincia de Santiago del Estero el 30 de octubre de 1860. Nombró como interventor al gobernador tucumano Salustiano Zavalía, quien tuvo el expreso encargo de restituir a las autoridades destituidas. Zavalía viajó a Santiago del Estero a conferenciar con los Taboada y finalmente logró que éstos reconocieran y reintegraran al gobernador destituido. Los Taboada se vieron obligados a reunir a la Legislatura el 5 de diciembre, para que se derogara la ley mediante la cual se había destituido al gobernador Alcorta y se lo repusiera en el cargo. No obstante, Alcorta observó que el ejército provincial quedaba enteramente en manos de sus enemigos y pretendía que las fuerzas nacionales permanecieran en la provincia para garantizarle el desempeño del cargo; pero esto no fue posible. Además, Zavalía y los Taboada llegaron a un acuerdo mediante el cual se reconocía la renuncia a la que habían sido forzados los diputados que habían permanecido leales a Alcorta. Sin fuerza militar ni apoyo parlamentario, Alcorta rechazó la mediación y exigió el respeto a la legalidad. Sin poder solucionar el problema, el interventor Zavalía renunció.
Como Alcorta continuaba ausente de la provincia y no se hizo cargo del gobierno, se tomó esto como una renuncia implícita. El 24 de enero de 1861, la Sala de Representantes renovada y dominada por los Taboada eligió gobernador a Pedro Gallo. Alcorta lo declaró ilegal y en una entrevista que tuvo con el presidente Derqui en Córdoba, le exigió una nueva intervención y mayor auxilio militar. Solo varios meses después, el 6 de julio de 1861, el vicepresidente Juan Esteban Pedernera decretó una nueva intervención federal a la provincia de Santiago del Estero, esta vez a cargo del exgobernador catamarqueño, general Octaviano Navarro. Este debía apersonarse en la provincia acompañado de fuerzas nacionales y reponer en el cargo a Alcorta.
Los Taboada hicieron llegar emisarios a Paraná en agosto, para hallar una solución pacífica, y Antonino Taboada se entrevistó con Derqui en Córdoba. Se propuso un acuerdo que consistía en retirar las tropas nacionales de la provincia y entregar el mando a Alcorta, pero este renunciaría una vez acatada su autoridad por todos. En respuesta, Alcorta se instaló en la frontera de Santiago del Estero y se declaró repuesto en el mando como gobernador.

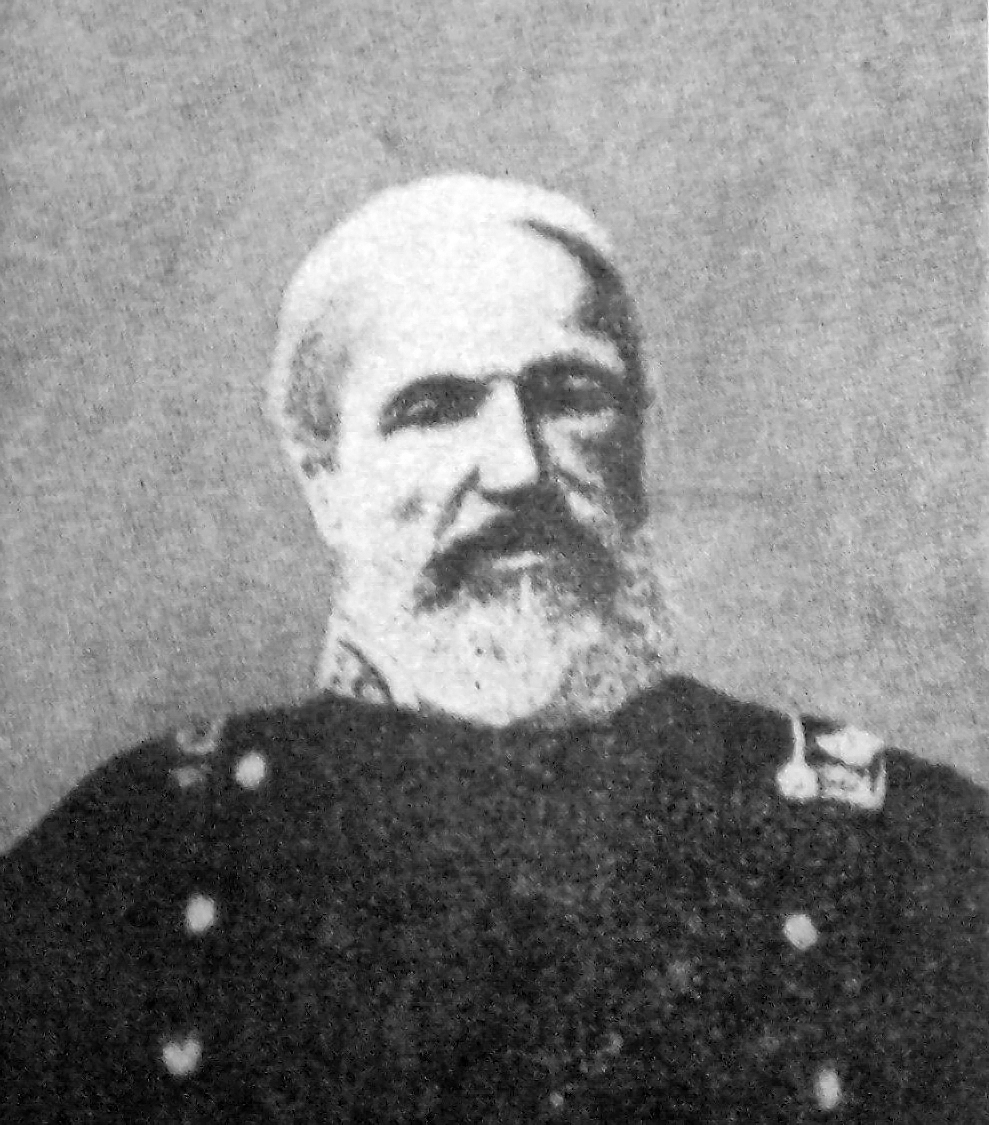
General Octaviano Navarro, segundo interventor federal de Santiago del Estero.

Navarro decidió reponer a Alcorta por la fuerza, pero lo esperó en su provincia que se le uniera. Alcorta tardó varias semanas en ir hasta allí. Recién entonces Navarro se dedicó a reunir fuerzas federales —sin mostrar apuro— y finalmente, en noviembre, invadió Santiago del Estero al frente de 2000 hombres. Contaba con el apoyo del gobierno nacional, sobre todo después de que le llegara la noticia del triunfo del ejército de Urquiza en la batalla de Pavón. Al aproximarse las tropas nacionales, los Taboada evacuaron la capital y se dispusieron a ofrecer resistencia en el sur. Navarro entró en Santiago del Estero el 19 de noviembre y nombró a Ramón Salvatierra como gobernador interino hasta la llegada de Alcorta. Luego las fuerzas nacionales salieron en busca de las tropas santiagueñas. Antonino Taboada no tenía fuerzas suficientes para evitar el ataque, pero a mitad de camino le llegó la noticia de que Urquiza se había retirado después de Pavón y que la batalla se había transformado en una victoria del ejército porteño de Bartolomé Mitre. Este estaba avanzando sobre el interior y se dirigía sobre Santa Fe.
Al tener noticias de la victoria de Mitre en la batalla de Pavón, Navarro retrocedió rápidamente hacia Tucumán, donde se unió a las fuerzas federales de Celedonio Gutiérrez. Sin embargo, fueron perseguidos, atacados y finalmente vencidos por Antonino Taboada en la batalla de Seibal, el 17 de diciembre de 1861. Con esa victoria, Taboada ocupó Tucumán y Catamarca, logrando derrocar a los gobiernos federales de esas provincias.
Santiago del Estero también volvió a manos de los Taboada. Pedro Gallo continuó como gobernador a partir del 24 de noviembre de 1861. En junio del año siguiente fue elegido gobernador Manuel Taboada, que permitió a Alcorta regresar a la provincia, aunque este prefirió quedarse en su estancia por muchos años, antes de volver a su casa en la capital provincial.

### Últimos años
En marzo de 1875, apoyó la sublevación producida en Santiago del Estero contra Antonino Taboada y su partido. Con el apoyo de las fuerzas militares enviadas por el presidente Nicolás Avellaneda, fue elegido diputado nacional pocas semanas más tarde. En Buenos Aires fue un decidido aliado de Avellaneda y se unió a los partidarios que defendían a la Iglesia católica ante el avance de la reformas laicistas que venían prosperando en esos tiempos.
Murió en Rosario, en marzo de 1880.